# Mes Kerman
Mes (perz. مس) je iranski nogometni klub iz grada Kermana. 
Osnovan je 2. ožujka 1998. godine, a glavno igralište mu je Stadion Šahid Bahonar koji prima 15.430 gledatelja. Ranije je koristio i Stadion Kijani.
Sudjeluje u iranskoj drugoj ligi (Azadegan Liga), a najveći uspjeh mu je 3. mjesto ostvareno u sezoni 2008./09.
Između prosinca 2009. i svibnja 2010. klub je trenirao Luka Bonačić, a od rujna 2011. do veljače 2012. Miroslav Blažević. Mes trenutačno vodi Mansour Ebrahimzadeh.

## Vanjske poveznice
- (perz.) Službene klupske stranice
- (engl.) Statistike iranske profesionalne lige